# Cubatyphlops contorhinus
Cubatyphlops contorhinus — вид змій родини сліпунів (Typhlopidae). Ендемік Куби.

## Поширення і екологія
Cubatyphlops contorhinus відомі з типової місцевості, розташованої в долині річки Хауко на крайньому сході Куби, в провінції Гуантанамо. Вони живуть в прибережних сухих колючих заростях.